# Чивијаско
Чивијаско (итал. Civiasco) је насеље у Италији у округу Верчели, региону Пијемонт.
Према процени из 2011. у насељу је живело 231 становника. Насеље се налази на надморској висини од 717 м.

## Становништво
Према резултатима пописа становништва 2011. у општини је живело 265 становника.
| 1936. | 1951. | 1961. | 1971. | 1981. | 1991. | 2001. | 2011. |
| ----- | ----- | ----- | ----- | ----- | ----- | ----- | ----- |
| 427   | 360   | 311   | 274   | 255   | 236   | 257   | 265   |